# 西尾忠受
西尾 忠受（にしお たださか）は、遠江横須賀藩の第7代藩主。横須賀藩西尾家10代。
文政4年（1821年）に生まれる。播磨姫路藩主酒井忠実の三男で、酒井忠学の養弟にあたるとされている。天保13年（1842年）10月16日、母・隆姫の実家である横須賀藩の第6代藩主西尾忠固の養子となる。同年12月22日、将軍徳川家慶に拝謁する。同年12月22日、従五位下・式部少輔に叙位・任官する。天保14年（1843年）8月7日、忠固の隠居により家督を継ぎ、隠岐守に転任する。
弘化3年（1846年）6月18日、奏者番に任じられる。藩政においては茶や樹木の栽培に尽力し、藩財政再建を目指した。また自ら絵画に造詣が深く、華渓と号した。
文久元年（1861年）7月26日、江戸の外桜田屋敷で死去した。享年41。跡を長男の忠篤が継いだ。

## 系譜
父母
- 酒井忠実（実父）
- 隆姫 ー 西尾忠移の娘（実母）
- 西尾忠固（養父）

正室
- 錠 ー 土岐頼功の養女、土岐頼布の娘

子女
- 西尾忠篤（長男）
- 本多忠恕（四男）
- 堀直武正室
- 育 ー 松平信正室
- 平松時厚室
- 加納久三郎室